# První slzy
První slzy je název knihy, kterou napsala Jacqueline Wilsonová. Knihu vydalo v roce 2003 nakladatelství BB Art. Překlad z britského originálu obstarala Daniela Feltová. 

## Děj
Kniha je o mladé dívce jménem Sally. Ta se zamiluje do mladíka Russella. Jejich románek ale hrozí ztroskotáním. Magdě puká srdce žalem nad zemřelým křečkem. Naďa už má plné zuby svých kamarádek, které ji v jednom kuse poučují, jak nebezpečné jsou známosti po internetu. Myslí si, že její nový e-mailový přítel je prostě senzační.A taky to skončí dobře.
 Sally načapá svoji nejlepší kamarádku, jak se na party mazlí se Sallyiným klukem, ale nakonec se usmíří. Naďa uvidí svého idola z e-mailu a zjistí, že je to jen starý nadržený dědek.